# Isaïe de Constantinople
Isaïe de Constantinople (en grec : Ησαΐας) est patriarche de Constantinople de 1323 à 1332.

## Biographie
Ancien moine de l'Athos, Isaïe exerce son patriarcat du 11 novembre 1323, lorsqu'il succède à Gérasime Ier après une vacance du siège, à sa mort le 13 mai 1332.
Pendant la « guerre des deux Andronic », il prend le parti d'Andronic III contre son grand-père Andronic II. Il est enfermé dans un monastère par ce dernier et libéré et rétabli après la victoire définitive d'Andronic III.